# オーフォード伯爵
オーフォード伯爵（英: Earl of Orford）は、イギリスの伯爵位。過去3度創設されており、最初にラッセル家に対して創設された時はイングランド貴族、次にウォルポール家に対して創設された時はグレートブリテン貴族、3度目に再びウォルポール家に対して創設された時は連合王国貴族であった。爵位名はサフォークのオーフォードにちなむ。

## 歴史

### ラッセル家

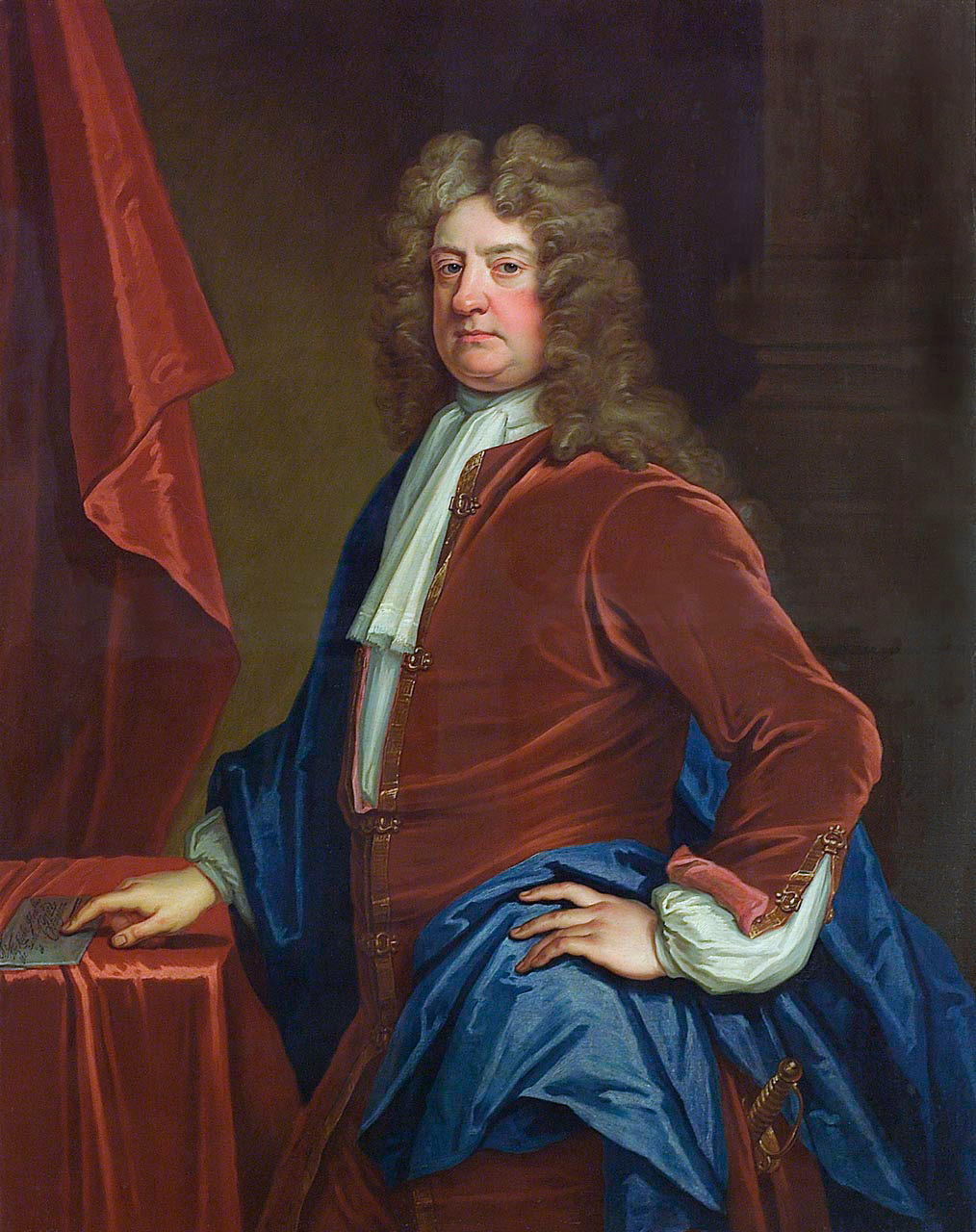
名誉革命期に海軍軍人として栄達し、第1期の初代オーフォード伯爵となったエドワード・ラッセル海軍元帥（トマス・ギブソン画）

1697年に「サフォーク州におけるオーフォード伯爵 (Earl of Orford, in the County of Suffolk)」に叙されたエドワード・ラッセルは、第4代ベッドフォード伯爵フランシス・ラッセルの四男エドワード・ラッセルの息子である。海軍軍人の彼は名誉革命に先立ってオランダ総督のオラニエ公ウィレム3世への招聘状に署名した1人であり、革命後に海軍元帥に昇ったほかジャントーの一員として3度に渡り海軍大臣を務めた。伯爵叙位の際同時にイングランド貴族の爵位「ケンブリッジ州におけるシンゲイ男爵 (Baron of Shingay, in the County of Cambridge)」および「バーフラー子爵 (Viscount Barfleur)」も授けられたが、息子がいなかったためこれらの爵位は彼の死とともに断絶した。

### ウォルポール家

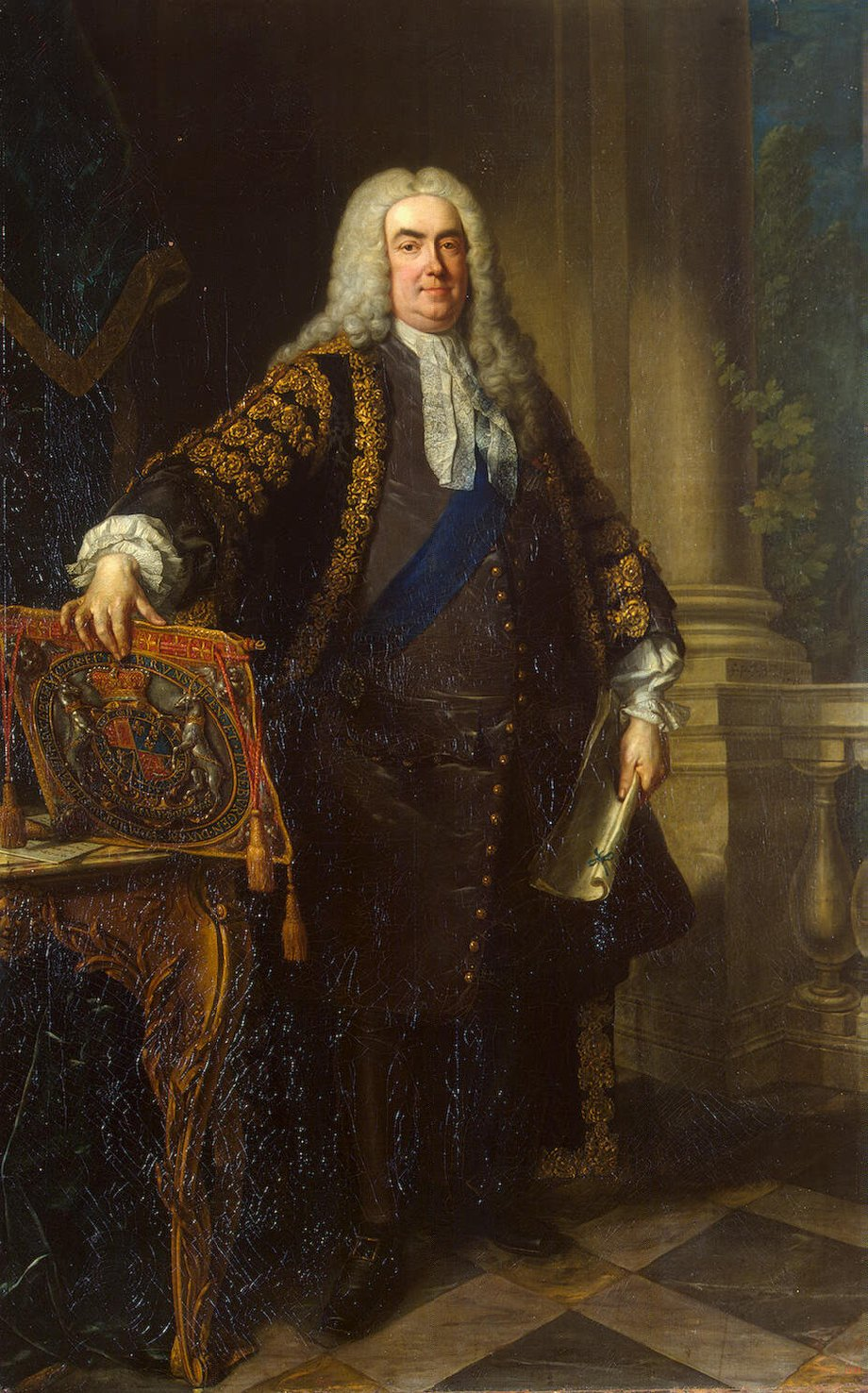
20年にわたって第一大蔵卿を務め、退任後に第2期の初代オーフォード伯爵となったサー・ロバート・ウォルポール（ジャン＝バティスト・ヴァン・ロー画）

第二期の初代オーフォード伯爵となったサー・ロバート・ウォルポールはホイッグ党の政治家であり、第一大蔵卿として20年以上の長期政権を築いた。彼は庶民院議員として庶民院の信任を背景に政権を維持し国王に代わって閣議を主宰していたことから、最初のイギリスの首相と看做されている。そして1742年の第一大蔵卿（首相）辞任に際してグレートブリテン貴族「ノーフォーク州におけるホートン男爵 (Baron of Houghton, in the County of Norfolk)」と「ウォルポール子爵 (Viscount Walpole)」および「サフォーク州におけるオーフォード伯爵 (Earl of Orford, in the County of Suffolk)」に叙された。
初代伯が1745年に死去すると、その長男の初代ウォルポール男爵ロバート・ウォルポールが2代伯となった。彼は父親が首相在任中に叙爵を内示されたものの庶民院の議席を失うことを嫌って拝辞した結果、代わって「ノーフォーク州におけるウォルポールのウォルポール男爵」を与えられていた。
3代伯となったジョージは、2代伯と第15代クリントン女男爵マーガレット・ロールの間に生まれた一人息子であった。彼は父親からオーフォード伯爵位やウォルポール男爵位を、母親からクリントン男爵位を相続した。
3代伯が子供のないまま1791年に死去すると、オーフォード伯爵位とウォルポール男爵位は初代伯の三男であるホレスが継承した。彼は文筆家・ディレッタントとして名高く、自邸ストロベリー・ヒル・ハウスをゴシック・リヴァイヴァル建築に改築したり、ゴシック小説のはしりとされる『オトラント城奇譚}』を著し、イギリスにゴシック趣味を流行させたことで知られる。
4代伯にも息子はいなかったため、1797年の彼の死とともにオーフォード伯爵は断絶した。しかしウォルポール男爵位は従弟にあたる第2代ウォルポール男爵ホレーショ・ウォルポールによって相続された。そして1806年に彼に対して連合王国貴族の爵位として「サフォーク州におけるオーフォード伯爵 (Earl of Orford, in the County of Suffolk)」が授けられ、オーフォード伯爵が再興された。初代伯は初代ネルソン子爵ホレーショ・ネルソンの代父を務めており、ネルソンの洗礼名「ホレーショ」は初代伯に由来する。
1809年に初代伯が死去すると長男のホレーショが2代伯、1822年に2代伯が死去すると一人息子のホレーショが3代伯、1858年に3代伯が死去すると長男のホレーショが4代伯となった。4代伯には嫡出の男子がいなかったため、1894年に彼が死去すると爵位は3代伯の次男の一人息子ロバートに継承された。
5代伯は1931年に死去したが、彼は一人息子に早逝されており、オーフォード伯爵はここに再度断絶した。一方で2つのウォルポール男爵位は初代伯の次弟の来孫にあたるロバートによって継承され（9代男爵および7代男爵）、以後2021年現在まで続いている。

## 一覧

### オーフォード伯爵 （第1期; 1697年）
- エドワード・ラッセル (初代オーフォード伯爵) （1653年 - 1727年）
  - 1727年、断絶

### オーフォード伯爵 （第2期; 1742年）
- ロバート・ウォルポール (初代オーフォード伯爵) （1676年 - 1745年）
- ロバート・ウォルポール (第2代オーフォード伯爵) （1701年 - 1751年）
- ジョージ・ウォルポール (第3代オーフォード伯爵) （1730年 - 1791年）
- ホレーショ・ウォルポール (第4代オーフォード伯爵) （1717年 - 1797年）
  - 1797年、断絶

### オーフォード伯爵 （第3期; 1806年）
- ホレーショ・ウォルポール (初代オーフォード伯爵) （1723年 - 1809年）
- ホレーショ・ウォルポール (第2代オーフォード伯爵) （1752年 - 1822年）
- ホレーショ・ウォルポール (第3代オーフォード伯爵)（1783年 - 1858年）
- ホレーショ・ウォルポール (第4代オーフォード伯爵)（英語版） （1813年 - 1894年）
- ロバート・ウォルポール (第5代オーフォード伯爵) （1854年 - 1931年）
  - 1931年、断絶

## 系譜図
|  |  | | | | | | |  |  |  |  | | | | | ロバート (1650-1700)                                                                                     | |  |  | | | | | | |  |  |                                                                                   |                        |                        |                        |                        |                        |  |  |  |  |  |  |  |  |  |  |  |  |  |  |  |  |  |  |  |  |  |  |  |  |  |  |
|  |  | | | | | | |  |  |  |  | | | | | | |  |  | | | | | | |  |  |                                                                                   |                        |                        |                        |                        |                        |  |  |  |  |  |  |  |  |  |  |  |  |  |  |  |  |  |  |  |  |  |  |  |  |  |  |
|  |  | | | | | | |  |  |  |  | | | | | | |  |  | | | | | | |  |  |                                                                                   |                        |                        |                        |                        |                        |  |  |  |  |  |  |  |  |  |  |  |  |  |  |  |  |  |  |  |  |  |  |  |  |  |  |
|  |  | | | | | | |  |  |  |  | 初代イギリス首相 ロバート (1676-1745) 初代オーフォード伯爵(第2期) 初代ウォルポール子爵 初代ホートン男爵  | 初代イギリス首相 ロバート (1676-1745) 初代オーフォード伯爵(第2期) 初代ウォルポール子爵 初代ホートン男爵  | 初代イギリス首相 ロバート (1676-1745) 初代オーフォード伯爵(第2期) 初代ウォルポール子爵 初代ホートン男爵  | 初代イギリス首相 ロバート (1676-1745) 初代オーフォード伯爵(第2期) 初代ウォルポール子爵 初代ホートン男爵  | 初代イギリス首相 ロバート (1676-1745) 初代オーフォード伯爵(第2期) 初代ウォルポール子爵 初代ホートン男爵  | 初代イギリス首相 ロバート (1676-1745) 初代オーフォード伯爵(第2期) 初代ウォルポール子爵 初代ホートン男爵  |  |  | ホレーショ (1678-1757) 初代ウォルタートンのウォルポール男爵                                                    | ホレーショ (1678-1757) 初代ウォルタートンのウォルポール男爵                                                    | ホレーショ (1678-1757) 初代ウォルタートンのウォルポール男爵                                                    | ホレーショ (1678-1757) 初代ウォルタートンのウォルポール男爵                                                    | ホレーショ (1678-1757) 初代ウォルタートンのウォルポール男爵                                                    | ホレーショ (1678-1757) 初代ウォルタートンのウォルポール男爵                                                    |  |  |                                                                                   |                        |                        |                        |                        |                        |  |  |  |  |  |  |  |  |  |  |  |  |  |  |  |  |  |  |  |  |  |  |  |  |  |  |
|  |  | | | | | | |  |  |  |  | 初代イギリス首相 ロバート (1676-1745) 初代オーフォード伯爵(第2期) 初代ウォルポール子爵 初代ホートン男爵  | 初代イギリス首相 ロバート (1676-1745) 初代オーフォード伯爵(第2期) 初代ウォルポール子爵 初代ホートン男爵  | 初代イギリス首相 ロバート (1676-1745) 初代オーフォード伯爵(第2期) 初代ウォルポール子爵 初代ホートン男爵  | 初代イギリス首相 ロバート (1676-1745) 初代オーフォード伯爵(第2期) 初代ウォルポール子爵 初代ホートン男爵  | 初代イギリス首相 ロバート (1676-1745) 初代オーフォード伯爵(第2期) 初代ウォルポール子爵 初代ホートン男爵  | 初代イギリス首相 ロバート (1676-1745) 初代オーフォード伯爵(第2期) 初代ウォルポール子爵 初代ホートン男爵  |  |  | ホレーショ (1678-1757) 初代ウォルタートンのウォルポール男爵                                                    | ホレーショ (1678-1757) 初代ウォルタートンのウォルポール男爵                                                    | ホレーショ (1678-1757) 初代ウォルタートンのウォルポール男爵                                                    | ホレーショ (1678-1757) 初代ウォルタートンのウォルポール男爵                                                    | ホレーショ (1678-1757) 初代ウォルタートンのウォルポール男爵                                                    | ホレーショ (1678-1757) 初代ウォルタートンのウォルポール男爵                                                    |  |  |                                                                                   |                        |                        |                        |                        |                        |  |  |  |  |  |  |  |  |  |  |  |  |  |  |  |  |  |  |  |  |  |  |  |  |  |  |
|  |  | | | | | | |  |  |  |  | | | | | | |  |  | | | | | | |  |  |                                                                                   |                        |                        |                        |                        |                        |  |  |  |  |  |  |  |  |  |  |  |  |  |  |  |  |  |  |  |  |  |  |  |  |  |  |
|  |  | ロバート (1701-1751) 第2代オーフォード伯爵 第2代ウォルポール子爵 第2代ホートン男爵 初代ウォルポール男爵  | ロバート (1701-1751) 第2代オーフォード伯爵 第2代ウォルポール子爵 第2代ホートン男爵 初代ウォルポール男爵  | ロバート (1701-1751) 第2代オーフォード伯爵 第2代ウォルポール子爵 第2代ホートン男爵 初代ウォルポール男爵  | ロバート (1701-1751) 第2代オーフォード伯爵 第2代ウォルポール子爵 第2代ホートン男爵 初代ウォルポール男爵  | ロバート (1701-1751) 第2代オーフォード伯爵 第2代ウォルポール子爵 第2代ホートン男爵 初代ウォルポール男爵  | ロバート (1701-1751) 第2代オーフォード伯爵 第2代ウォルポール子爵 第2代ホートン男爵 初代ウォルポール男爵  |  |  |  |  | ホレス (1717-1797) 第4代オーフォード伯爵 第4代ウォルポール子爵 第4代ホートン男爵 第3代ウォルポール男爵   | ホレス (1717-1797) 第4代オーフォード伯爵 第4代ウォルポール子爵 第4代ホートン男爵 第3代ウォルポール男爵   | ホレス (1717-1797) 第4代オーフォード伯爵 第4代ウォルポール子爵 第4代ホートン男爵 第3代ウォルポール男爵   | ホレス (1717-1797) 第4代オーフォード伯爵 第4代ウォルポール子爵 第4代ホートン男爵 第3代ウォルポール男爵   | ホレス (1717-1797) 第4代オーフォード伯爵 第4代ウォルポール子爵 第4代ホートン男爵 第3代ウォルポール男爵   | ホレス (1717-1797) 第4代オーフォード伯爵 第4代ウォルポール子爵 第4代ホートン男爵 第3代ウォルポール男爵   |  |  | ホレーショ (1723-1809) 初代オーフォード伯爵(第3期) 第2代ウォルタートンのウォルポール男爵 第4代ウォルポール男爵 | ホレーショ (1723-1809) 初代オーフォード伯爵(第3期) 第2代ウォルタートンのウォルポール男爵 第4代ウォルポール男爵 | ホレーショ (1723-1809) 初代オーフォード伯爵(第3期) 第2代ウォルタートンのウォルポール男爵 第4代ウォルポール男爵 | ホレーショ (1723-1809) 初代オーフォード伯爵(第3期) 第2代ウォルタートンのウォルポール男爵 第4代ウォルポール男爵 | ホレーショ (1723-1809) 初代オーフォード伯爵(第3期) 第2代ウォルタートンのウォルポール男爵 第4代ウォルポール男爵 | ホレーショ (1723-1809) 初代オーフォード伯爵(第3期) 第2代ウォルタートンのウォルポール男爵 第4代ウォルポール男爵 |  |  | トマス (1727-1803)                                                                | トマス (1727-1803)     | トマス (1727-1803)     | トマス (1727-1803)     | トマス (1727-1803)     | トマス (1727-1803)     |  |  |  |  |  |  |  |  |  |  |  |  |  |  |  |  |  |  |  |  |  |  |  |  |  |  |
|  |  | ロバート (1701-1751) 第2代オーフォード伯爵 第2代ウォルポール子爵 第2代ホートン男爵 初代ウォルポール男爵  | ロバート (1701-1751) 第2代オーフォード伯爵 第2代ウォルポール子爵 第2代ホートン男爵 初代ウォルポール男爵  | ロバート (1701-1751) 第2代オーフォード伯爵 第2代ウォルポール子爵 第2代ホートン男爵 初代ウォルポール男爵  | ロバート (1701-1751) 第2代オーフォード伯爵 第2代ウォルポール子爵 第2代ホートン男爵 初代ウォルポール男爵  | ロバート (1701-1751) 第2代オーフォード伯爵 第2代ウォルポール子爵 第2代ホートン男爵 初代ウォルポール男爵  | ロバート (1701-1751) 第2代オーフォード伯爵 第2代ウォルポール子爵 第2代ホートン男爵 初代ウォルポール男爵  |  |  |  |  | ホレス (1717-1797) 第4代オーフォード伯爵 第4代ウォルポール子爵 第4代ホートン男爵 第3代ウォルポール男爵   | ホレス (1717-1797) 第4代オーフォード伯爵 第4代ウォルポール子爵 第4代ホートン男爵 第3代ウォルポール男爵   | ホレス (1717-1797) 第4代オーフォード伯爵 第4代ウォルポール子爵 第4代ホートン男爵 第3代ウォルポール男爵   | ホレス (1717-1797) 第4代オーフォード伯爵 第4代ウォルポール子爵 第4代ホートン男爵 第3代ウォルポール男爵   | ホレス (1717-1797) 第4代オーフォード伯爵 第4代ウォルポール子爵 第4代ホートン男爵 第3代ウォルポール男爵   | ホレス (1717-1797) 第4代オーフォード伯爵 第4代ウォルポール子爵 第4代ホートン男爵 第3代ウォルポール男爵   |  |  | ホレーショ (1723-1809) 初代オーフォード伯爵(第3期) 第2代ウォルタートンのウォルポール男爵 第4代ウォルポール男爵 | ホレーショ (1723-1809) 初代オーフォード伯爵(第3期) 第2代ウォルタートンのウォルポール男爵 第4代ウォルポール男爵 | ホレーショ (1723-1809) 初代オーフォード伯爵(第3期) 第2代ウォルタートンのウォルポール男爵 第4代ウォルポール男爵 | ホレーショ (1723-1809) 初代オーフォード伯爵(第3期) 第2代ウォルタートンのウォルポール男爵 第4代ウォルポール男爵 | ホレーショ (1723-1809) 初代オーフォード伯爵(第3期) 第2代ウォルタートンのウォルポール男爵 第4代ウォルポール男爵 | ホレーショ (1723-1809) 初代オーフォード伯爵(第3期) 第2代ウォルタートンのウォルポール男爵 第4代ウォルポール男爵 |  |  | トマス (1727-1803)                                                                | トマス (1727-1803)     | トマス (1727-1803)     | トマス (1727-1803)     | トマス (1727-1803)     | トマス (1727-1803)     |  |  |  |  |  |  |  |  |  |  |  |  |  |  |  |  |  |  |  |  |  |  |  |  |  |  |
|  |  | ジョージ (1730-1791) 第3代オーフォード伯爵 第3代ウォルポール子爵 第3代ホートン男爵 第2代ウォルポール男爵 | ジョージ (1730-1791) 第3代オーフォード伯爵 第3代ウォルポール子爵 第3代ホートン男爵 第2代ウォルポール男爵 | ジョージ (1730-1791) 第3代オーフォード伯爵 第3代ウォルポール子爵 第3代ホートン男爵 第2代ウォルポール男爵 | ジョージ (1730-1791) 第3代オーフォード伯爵 第3代ウォルポール子爵 第3代ホートン男爵 第2代ウォルポール男爵 | ジョージ (1730-1791) 第3代オーフォード伯爵 第3代ウォルポール子爵 第3代ホートン男爵 第2代ウォルポール男爵 | ジョージ (1730-1791) 第3代オーフォード伯爵 第3代ウォルポール子爵 第3代ホートン男爵 第2代ウォルポール男爵 |  |  |  |  | | | | | | |  |  | ホレーショ (1752-1822) 第2代オーフォード伯爵 第3代ウォルタートンのウォルポール男爵 第5代ウォルポール男爵       | ホレーショ (1752-1822) 第2代オーフォード伯爵 第3代ウォルタートンのウォルポール男爵 第5代ウォルポール男爵       | ホレーショ (1752-1822) 第2代オーフォード伯爵 第3代ウォルタートンのウォルポール男爵 第5代ウォルポール男爵       | ホレーショ (1752-1822) 第2代オーフォード伯爵 第3代ウォルタートンのウォルポール男爵 第5代ウォルポール男爵       | ホレーショ (1752-1822) 第2代オーフォード伯爵 第3代ウォルタートンのウォルポール男爵 第5代ウォルポール男爵       | ホレーショ (1752-1822) 第2代オーフォード伯爵 第3代ウォルタートンのウォルポール男爵 第5代ウォルポール男爵       |  |  | トマス (1755-1840)                                                                | トマス (1755-1840)     | トマス (1755-1840)     | トマス (1755-1840)     | トマス (1755-1840)     | トマス (1755-1840)     |  |  |  |  |  |  |  |  |  |  |  |  |  |  |  |  |  |  |  |  |  |  |  |  |  |  |
|  |  | ジョージ (1730-1791) 第3代オーフォード伯爵 第3代ウォルポール子爵 第3代ホートン男爵 第2代ウォルポール男爵 | ジョージ (1730-1791) 第3代オーフォード伯爵 第3代ウォルポール子爵 第3代ホートン男爵 第2代ウォルポール男爵 | ジョージ (1730-1791) 第3代オーフォード伯爵 第3代ウォルポール子爵 第3代ホートン男爵 第2代ウォルポール男爵 | ジョージ (1730-1791) 第3代オーフォード伯爵 第3代ウォルポール子爵 第3代ホートン男爵 第2代ウォルポール男爵 | ジョージ (1730-1791) 第3代オーフォード伯爵 第3代ウォルポール子爵 第3代ホートン男爵 第2代ウォルポール男爵 | ジョージ (1730-1791) 第3代オーフォード伯爵 第3代ウォルポール子爵 第3代ホートン男爵 第2代ウォルポール男爵 |  |  |  |  | | | | | | |  |  | ホレーショ (1752-1822) 第2代オーフォード伯爵 第3代ウォルタートンのウォルポール男爵 第5代ウォルポール男爵       | ホレーショ (1752-1822) 第2代オーフォード伯爵 第3代ウォルタートンのウォルポール男爵 第5代ウォルポール男爵       | ホレーショ (1752-1822) 第2代オーフォード伯爵 第3代ウォルタートンのウォルポール男爵 第5代ウォルポール男爵       | ホレーショ (1752-1822) 第2代オーフォード伯爵 第3代ウォルタートンのウォルポール男爵 第5代ウォルポール男爵       | ホレーショ (1752-1822) 第2代オーフォード伯爵 第3代ウォルタートンのウォルポール男爵 第5代ウォルポール男爵       | ホレーショ (1752-1822) 第2代オーフォード伯爵 第3代ウォルタートンのウォルポール男爵 第5代ウォルポール男爵       |  |  | トマス (1755-1840)                                                                | トマス (1755-1840)     | トマス (1755-1840)     | トマス (1755-1840)     | トマス (1755-1840)     | トマス (1755-1840)     |  |  |  |  |  |  |  |  |  |  |  |  |  |  |  |  |  |  |  |  |  |  |  |  |  |  |
|  |  | | | | | | |  |  |  |  | | | | | | |  |  | ホレーショ (1783-1858) 第3代オーフォード伯爵 第4代ウォルタートンのウォルポール男爵 第6代ウォルポール男爵       | ホレーショ (1783-1858) 第3代オーフォード伯爵 第4代ウォルタートンのウォルポール男爵 第6代ウォルポール男爵       | ホレーショ (1783-1858) 第3代オーフォード伯爵 第4代ウォルタートンのウォルポール男爵 第6代ウォルポール男爵       | ホレーショ (1783-1858) 第3代オーフォード伯爵 第4代ウォルタートンのウォルポール男爵 第6代ウォルポール男爵       | ホレーショ (1783-1858) 第3代オーフォード伯爵 第4代ウォルタートンのウォルポール男爵 第6代ウォルポール男爵       | ホレーショ (1783-1858) 第3代オーフォード伯爵 第4代ウォルタートンのウォルポール男爵 第6代ウォルポール男爵       |  |  | トマス (1805-1881)                                                                | トマス (1805-1881)     | トマス (1805-1881)     | トマス (1805-1881)     | トマス (1805-1881)     | トマス (1805-1881)     |  |  |  |  |  |  |  |  |  |  |  |  |  |  |  |  |  |  |  |  |  |  |  |  |  |  |
|  |  | | | | | | |  |  |  |  | | | | | | |  |  | ホレーショ (1783-1858) 第3代オーフォード伯爵 第4代ウォルタートンのウォルポール男爵 第6代ウォルポール男爵       | ホレーショ (1783-1858) 第3代オーフォード伯爵 第4代ウォルタートンのウォルポール男爵 第6代ウォルポール男爵       | ホレーショ (1783-1858) 第3代オーフォード伯爵 第4代ウォルタートンのウォルポール男爵 第6代ウォルポール男爵       | ホレーショ (1783-1858) 第3代オーフォード伯爵 第4代ウォルタートンのウォルポール男爵 第6代ウォルポール男爵       | ホレーショ (1783-1858) 第3代オーフォード伯爵 第4代ウォルタートンのウォルポール男爵 第6代ウォルポール男爵       | ホレーショ (1783-1858) 第3代オーフォード伯爵 第4代ウォルタートンのウォルポール男爵 第6代ウォルポール男爵       |  |  | トマス (1805-1881)                                                                | トマス (1805-1881)     | トマス (1805-1881)     | トマス (1805-1881)     | トマス (1805-1881)     | トマス (1805-1881)     |  |  |  |  |  |  |  |  |  |  |  |  |  |  |  |  |  |  |  |  |  |  |  |  |  |  |
|  |  | | | | | | |  |  |  |  | | | | | | |  |  | | | | | | |  |  |                                                                                   |                        |                        |                        |                        |                        |  |  |  |  |  |  |  |  |  |  |  |  |  |  |  |  |  |  |  |  |  |  |  |  |  |  |
|  |  | | | | | | |  |  |  |  | ホレーショ (1813-1894) 第4代オーフォード伯爵 第5代ウォルタートンのウォルポール男爵 第7代ウォルポール男爵 | ホレーショ (1813-1894) 第4代オーフォード伯爵 第5代ウォルタートンのウォルポール男爵 第7代ウォルポール男爵 | ホレーショ (1813-1894) 第4代オーフォード伯爵 第5代ウォルタートンのウォルポール男爵 第7代ウォルポール男爵 | ホレーショ (1813-1894) 第4代オーフォード伯爵 第5代ウォルタートンのウォルポール男爵 第7代ウォルポール男爵 | ホレーショ (1813-1894) 第4代オーフォード伯爵 第5代ウォルタートンのウォルポール男爵 第7代ウォルポール男爵 | ホレーショ (1813-1894) 第4代オーフォード伯爵 第5代ウォルタートンのウォルポール男爵 第7代ウォルポール男爵 |  |  | フレデリック (1822-1876)                                                                                       | フレデリック (1822-1876)                                                                                       | フレデリック (1822-1876)                                                                                       | フレデリック (1822-1876)                                                                                       | フレデリック (1822-1876)                                                                                       | フレデリック (1822-1876)                                                                                       |  |  | ヘンリー (1837-1913)                                                              | ヘンリー (1837-1913)   | ヘンリー (1837-1913)   | ヘンリー (1837-1913)   | ヘンリー (1837-1913)   | ヘンリー (1837-1913)   |  |  |  |  |  |  |  |  |  |  |  |  |  |  |  |  |  |  |  |  |  |  |  |  |  |  |
|  |  | | | | | | |  |  |  |  | ホレーショ (1813-1894) 第4代オーフォード伯爵 第5代ウォルタートンのウォルポール男爵 第7代ウォルポール男爵 | ホレーショ (1813-1894) 第4代オーフォード伯爵 第5代ウォルタートンのウォルポール男爵 第7代ウォルポール男爵 | ホレーショ (1813-1894) 第4代オーフォード伯爵 第5代ウォルタートンのウォルポール男爵 第7代ウォルポール男爵 | ホレーショ (1813-1894) 第4代オーフォード伯爵 第5代ウォルタートンのウォルポール男爵 第7代ウォルポール男爵 | ホレーショ (1813-1894) 第4代オーフォード伯爵 第5代ウォルタートンのウォルポール男爵 第7代ウォルポール男爵 | ホレーショ (1813-1894) 第4代オーフォード伯爵 第5代ウォルタートンのウォルポール男爵 第7代ウォルポール男爵 |  |  | フレデリック (1822-1876)                                                                                       | フレデリック (1822-1876)                                                                                       | フレデリック (1822-1876)                                                                                       | フレデリック (1822-1876)                                                                                       | フレデリック (1822-1876)                                                                                       | フレデリック (1822-1876)                                                                                       |  |  | ヘンリー (1837-1913)                                                              | ヘンリー (1837-1913)   | ヘンリー (1837-1913)   | ヘンリー (1837-1913)   | ヘンリー (1837-1913)   | ヘンリー (1837-1913)   |  |  |  |  |  |  |  |  |  |  |  |  |  |  |  |  |  |  |  |  |  |  |  |  |  |  |
|  |  | | | | | | |  |  |  |  | | | | | | |  |  | ロバート (1854-1931) 第5代オーフォード伯爵 第6代ウォルタートンのウォルポール男爵 第8代ウォルポール男爵         | ロバート (1854-1931) 第5代オーフォード伯爵 第6代ウォルタートンのウォルポール男爵 第8代ウォルポール男爵         | ロバート (1854-1931) 第5代オーフォード伯爵 第6代ウォルタートンのウォルポール男爵 第8代ウォルポール男爵         | ロバート (1854-1931) 第5代オーフォード伯爵 第6代ウォルタートンのウォルポール男爵 第8代ウォルポール男爵         | ロバート (1854-1931) 第5代オーフォード伯爵 第6代ウォルタートンのウォルポール男爵 第8代ウォルポール男爵         | ロバート (1854-1931) 第5代オーフォード伯爵 第6代ウォルタートンのウォルポール男爵 第8代ウォルポール男爵         |  |  | ホレーショ (1881-1918)                                                            | ホレーショ (1881-1918) | ホレーショ (1881-1918) | ホレーショ (1881-1918) | ホレーショ (1881-1918) | ホレーショ (1881-1918) |  |  |  |  |  |  |  |  |  |  |  |  |  |  |  |  |  |  |  |  |  |  |  |  |  |  |
|  |  | | | | | | |  |  |  |  | | | | | | |  |  | ロバート (1854-1931) 第5代オーフォード伯爵 第6代ウォルタートンのウォルポール男爵 第8代ウォルポール男爵         | ロバート (1854-1931) 第5代オーフォード伯爵 第6代ウォルタートンのウォルポール男爵 第8代ウォルポール男爵         | ロバート (1854-1931) 第5代オーフォード伯爵 第6代ウォルタートンのウォルポール男爵 第8代ウォルポール男爵         | ロバート (1854-1931) 第5代オーフォード伯爵 第6代ウォルタートンのウォルポール男爵 第8代ウォルポール男爵         | ロバート (1854-1931) 第5代オーフォード伯爵 第6代ウォルタートンのウォルポール男爵 第8代ウォルポール男爵         | ロバート (1854-1931) 第5代オーフォード伯爵 第6代ウォルタートンのウォルポール男爵 第8代ウォルポール男爵         |  |  | ホレーショ (1881-1918)                                                            | ホレーショ (1881-1918) | ホレーショ (1881-1918) | ホレーショ (1881-1918) | ホレーショ (1881-1918) | ホレーショ (1881-1918) |  |  |  |  |  |  |  |  |  |  |  |  |  |  |  |  |  |  |  |  |  |  |  |  |  |  |
|  |  | | | | | | |  |  |  |  | | | | | | |  |  | | | | | | |  |  | ロバート (1913-1989) 第7代ウォルタートンのウォルポール男爵 第9代ウォルポール男爵  |                        |                        |                        |                        |                        |  |  |  |  |  |  |  |  |  |  |  |  |  |  |  |  |  |  |  |  |  |  |  |  |  |  |
|  |  | | | | | | |  |  |  |  | | | | | | |  |  | | | | | | |  |  |                                                                                   |                        |                        |                        |                        |                        |  |  |  |  |  |  |  |  |  |  |  |  |  |  |  |  |  |  |  |  |  |  |  |  |  |  |
|  |  | | | | | | |  |  |  |  | | | | | | |  |  | | | | | | |  |  | ロバート (1938-2021) 第8代ウォルタートンのウォルポール男爵 第10代ウォルポール男爵 |                        |                        |                        |                        |                        |  |  |  |  |  |  |  |  |  |  |  |  |  |  |  |  |  |  |  |  |  |  |  |  |  |  |
|  |  | | | | | | |  |  |  |  | | | | | | |  |  | | | | | | |  |  |                                                                                   |                        |                        |                        |                        |                        |  |  |  |  |  |  |  |  |  |  |  |  |  |  |  |  |  |  |  |  |  |  |  |  |  |  |
|  |  | | | | | | |  |  |  |  | | | | | | |  |  | | | | | | |  |  | ジョナサン (1967-) 第9代ウォルタートンのウォルポール男爵 第11代ウォルポール男爵   |                        |                        |                        |                        |                        |  |  |  |  |  |  |  |  |  |  |  |  |  |  |  |  |  |  |  |  |  |  |  |  |  |  |

### 註釈
1. ↑  クリントン男爵位は3代伯の母方の縁戚によって継承された。
2. ↑  オーフォード伯爵位の継承権者は通例通り初代伯の嫡出男系男子のみであったが、首相の息子が与えられた「カウンティ・オヴ・ノーフォークにおけるウォルポールのウォルポール男爵」には初代男爵の嫡出男系男子に加えてその弟や叔父の嫡出男系男子にも継承を認める特別規定が付されていたため。なお彼は首相の弟であった父から既に「カウンティ・オヴ・ノーフォークにおけるウォルタートンのウォルポール男爵」を継承していたので、結果2つのウォルポール男爵位を保持することになった。